# Frank Forde
Francis Michael Forde (18 tháng 7 năm 1890 – 28 tháng 1 năm 1983) là một nhà chính trị Úc và là thủ tướng thứ 15 của Úc.
Sinh ra tại Mitchell, Queensland (nơi cha ông làm một người có trang trại nuôi bò), Forde học tại các trường phổ thông Công giáo và sau đó trở thành một nhà giáo. Lúc định cư ở Rockhampton, ông hoạt động tích cực trong Đảng Lao động và trong các nhóm giáo dục của công nhân.
Năm 1917, ông được bầu vào Nghị viện Queensland với tư cách là nghị sĩ Đảng Lao động chạy đua trong tại Rockhampton. Năm 1922, ông từ chức và đã được bầu vào Hạ viện Úc với tư cách là dân biểu đại diện cho Capricornia.